# Lista de prefeitos de Eldorado do Sul
Esta é a lista de prefeitos e vice-prefeitos do município de Eldorado do Sul, estado brasileiro do Rio Grande do Sul.
| Nº | Nome                        | Partido | Vice-prefeito                  | Início do mandato     | Fim do mandato         | Observações                     |
| 1  | Jaime Ricardo Conzatti      | PDT     | Carlos Rodrigues Marçal        | 1º de janeiro de 1989 | 31 de dezembro de 1992 | Prefeito e vice eleitos         |
| 2  | Ernani de Freitas Gonçalves | PDT     | Paulo Alvear dos Santos Lobato | 1º de janeiro de 1993 | 31 de dezembro de 1996 | Prefeito e vice eleitos         |
| 3  | Jaime Ricardo Conzatti      | PSDB    | Miguel Carvalho                | 1º de janeiro de 1997 | 31 de dezembro de 2000 | Prefeito e vice eleitos         |
| 3  | Jaime Ricardo Conzatti      | PSDB    | Miguel Carvalho                | 1º de janeiro de 2001 | 31 de dezembro de 2004 | Prefeito e vice reeleitos       |
| 4  | Ernani de Freitas Gonçalves | PDT     | Sérgio Munhoz (PT)             | 1º de janeiro de 2005 | 31 de dezembro de 2008 | Prefeito e vice eleitos         |
| 4  | Ernani de Freitas Gonçalves | PDT     | João Carlos Vieira (PMDB)      | 1º de janeiro de 2009 | 31 de dezembro de 2012 | Prefeito reeleito e vice eleito |
| 5  | Sérgio Munhoz               | PSB     | Domingos Sávio Salvador        | 1º de janeiro de 2013 | 31 de dezembro de 2016 | Prefeito e vice eleitos         |
| 6  | Ernani de Freitas Gonçalves | PDT     | Ricardo Alves Santos (PDT)     | 1º de janeiro de 2017 | 31 de dezembro de 2020 | Prefeito e vice eleitos         |
| 6  | Ernani de Freitas Gonçalves | PDT     | Ricardo Alves Santos (PDT)     | 1º de janeiro de 2021 | 31 de dezembro de 2024 | Prefeito e vice reeleitos       |
| 7  | Juliana Carvalho            | PSDB    | Giovani Martim Bombeiro (PL)   | 1º de janeiro de 2025 | 31 de dezembro de 2028 | Prefeita e vice eleitos         |

Legenda
| cor   | significado                                                                                  |
| verde | mandatários eleitos por votação direta ou indireta (pela câmara municipal)                   |
| bege  | mandatários nomeados diretamente pelo governo central em épocas de convulsão político-social |